# Стоцький Ярослав Васильович
Ярослав Васильович Стоцький (нар. 9 жовтня 1957, с. Білоскірка Тернопільського району Тернопільської області, Україна) — український історик, релігієзнавець, журналіст, літератор, громадський діяч. Член НСЖУ (2008). Доктор гуманістичних (2001) та історичних (2009) наук. Доцент (2005). Член НТШ (2003). Професор кафедри психології ТНТУ (від 23.01.2010).

## Життєпис
Ярослав Стоцький народився 9 жовтня 1957 року в Білоскірці Тернопільського району Тернопільської області тодішньої УРСР.
Закінчив Львівський поліграфічний технікум (1976) та Львівський поліграфічний інститут (1987, нині Українська академія друкарства), Люблінський католицький університет (1997) і докторантуру (2001).
У 1980-х роках працював у тернопільському видавництві «Збруч». У 1989—1991 за дорученням Української Гельсінської спілки — засновник і 1-й редактор газети «Тернистий шлях». У 1993—1998 — редактор тернопільського видавництва «Астон».
У 1997—1998 — викладач Тернопільської вищої духовної семінарії. Від 1998 — в Тернопільському національному технічному університеті імені Івана Пулюя: асистент, старший викладач, доцент кафедри українознавства і філософії, від 2000 — доцент кафедри психології у виробничій сфері. Доцент Тернопільської філії Відкритого міжнародного університету розвитку людини «Україна» (2004) та Люблінського відділення Вищої школи журналістики (2003).

## Наукова діяльність
Науковий співробітник інституту історії церкви Львівської богословської академії (від 1993; нині Український католицький університет) та інституту Центральносхідної Європи в Любліні (від 1997). У 1995—1997 — науковий керівник спільного українсько-канадського проєкту «Дивізія „Галичина“».
Від 1995 — співголова організації і проведення у Тернополі щорічних всеукраїнських та міжнародних релігієзнавчих конференцій і редактор їхніх збірників. Член редколегії альманаху «Київська Церква» ЧСВВ в Україні (1998—2000), Української асоціації релігієзнавців, літературного об'єднання при Тернопільській обласній організації НСПУ.
Керівник проєкту і науковий редактор шематизмів Тернопільсько-Зборівської архієпархії та Бучацької єпархії УГКЦ (2014).

## Доробок
Автор низки монографій та збірок поезій. Опублікував близько 100 наукових праць в Україні, Польщі, Канаді.

### Наукові видання
- Методичний посібник з курсу «Релігієзнавство» для студентів денної і заочної форм навчання / Підготував Стоцький Я. В. — Тернопіль : ТДТУ , 2001 — 59 с.
- Основи демократії: Методичний посібник для студентів денної форми навчання / Стоцький Я. В. — Тернопіль : ТДТУ, 2009 — 56 с.
- Основи демократії: Методичний посібник (із тематичним словником) для студентів денної і заочної форм навчання / Стоцький Я. В. — Тернопіль : ТДТУ, 2011. — 75 с.
- Психологія релігії: Методичний посібник (із термінологічним словником) для студентів денної форми навчання / Укладач Стоцький Я. В. — Тернопіль: ТДТУ, 2008 — 52 с.
- Релігієзнавство: Методичний посібник (із коротким тематичним словником) для студентів денної і заочної форм навчання / Укл. Стоцький Я. В. — Тернопіль : ТДТУ, 2004 — 77 с.
- Релігієзнавство. Методичний посібник (із тематичним словником) для студ. денної, заочної і заочно-дистанційної форм навчання / Підготував: Я. В. Стоцький — Тернопіль : ТНТУ, 2011.  —119 с.
- Стоцький Я. Монастир Отців Василіян Чесного Хреста Господнього в Бучачі (1712—1996 рр.). — Львів : Місіонер, 1997. — 160 с., іл. — ISBN 966-7086-24-0.
- Стоцький Я. Бучацький монастир Отців Василіян: на службі Богові й Україні. До 300-ліття заснування. — Жовква : Місіонер, 2011. — 216 с. + 24 с. вкл. — ISBN 978-966-658-239-6.
- Стоцький Я. В. Фонтан рефлексій: Поезії / Стоцький Я. В. — Тернопіль : ПРАТ «ТВПК „Збруч“», 2011 — 77 с. — ISBN 978-966-528-341-6.

### Краєзнавчі книги
- Стоцький Я. В. Білоскірки спалена сльоза: Поезії та історичний нарис. — Тернопіль : Астон, 2002 — 96 с. — ISBN 966-799-581-X.

## Відзнаки
- Всеукраїнська літературно-мистецька премія імені Братів Богдана та Левка Лепких (2020 )[3].